# Свинушка ольховая
Свинушка ольховая (лат. Paxillus rubicundulus) — вид пластинчатых ядовитых грибов семейства Свинушковые (Paxillaceae).
Шляпка диаметром 5—15 см.
У молодых грибов выпуклая с подогнутым краем, по мере роста постепенно уплощается, становясь распростёртой или даже с углублением по центру, воронковидной, с прямым краем.
Пластинки свободные, желтоватого цвета. Ножка в длину до 5 см, имеет коричневатый оттенок.
Мякоть плотная, горькая. На разрезе темнеет.
Свинушка ольховая растёт на влажной почве колониями. Также может встречаться на корнях и коре деревьев. Из-за этого их можно спутать с вешенками.
Сезон: с июля по октябрь.